# Nolan Puletasi
Nolan Ili Puletasi (ur. 8 lutego 1996) – zapaśnik z Samoa Amerykańskiego walczący w obu stylach. Zajął 42 miejsce na mistrzostwach świata w 2015. Siedmiokrotny medalista mistrzostw Oceanii w latach 2014 – 2025.